# Scalidognathus montanus
Espèce
Synonymes
- Nemesiellus montanus Pocock, 1900

Scalidognathus montanus est une espèce d'araignées mygalomorphes de la famille des Idiopidae.

## Distribution
Cette espèce est endémique du Tamil Nadu en Inde,.

## Publication originale
- Pocock, 1900 : The fauna of British India, including Ceylon and Burma. Arachnida. London, p. 1-279 (texte intégral).